# Ставруполі
Ставруполі (грец. Σταυρούπολη) — місто в Греції, в периферії Центральна Македонія, передмістя Салонік.

## Населення
| Рік  | Постійне населення | Фактичне населення |
| ---- | ------------------ | ------------------ |
| 1991 | 37,596             | 38909              |
| 2001 | 41,653             | 43576              |

## Персоналії
- Георгіос Папассавас — грецький художник.